# 田中久美子 (情報工学者)
田中 久美子（たなか くみこ）は、日本の計算言語学者、早稲田大学理工学術院基幹理工学部情報理工学科教授。

## 人物
東京大学工学部計数工学科卒、1997年東京大学大学院情報工学専攻博士課程修了、「自然言語の表層処理に基づく多義性解消に関する研究」で博士（工学）。1997年工業技術院電子技術総合研究所勤務、2000年東京大学情報学環講師、2003年同情報基盤センター助教授、2005年同情報理工学系研究科創造情報学専攻准教授、2012年九州大学システム情報科学研究院教授、2016年東京大学先端科学技術研究センター教授、2023年より早稲田大学理工学術院基幹理工学部情報理工学科教授
2010年『記号と再帰』でサントリー学芸賞、2011年同著で大川出版賞、2021年『言語とフラクタル』で毎日出版文化賞受賞。

## 著書
- Semiotics of Programming  Kumiko Tanaka-Ishii.　Cambridge University Press、 2010
- 『記号と再帰 記号論の形式・プログラムの必然』東京大学出版会、2010、新装版2017
- 『言語とフラクタル 使用の集積の中にある偶然と必然』東京大学出版会, 2021.5

翻訳
- 『ソシュール 一般言語学講義 コンスタンタンのノート』影浦峡共訳 東京大学出版会、2007